# Djuptjärnen (Stensele socken, Lappland, 724815-151505)
Djuptjärnen är en sjö i Storumans kommun i Lappland och ingår i Ångermanälvens huvudavrinningsområde. Sjön har en area på 0,0661 kvadratkilometer och ligger 523,8 meter över havet.

## Delavrinningsområde
Djuptjärnen ingår i det delavrinningsområde (724771-151248) som SMHI kallar för Utloppet av Skansnässjön. Medelhöjden är 547 meter över havet och ytan är 24,05 kvadratkilometer. Räknas de 5 avrinningsområdena uppströms in blir den ackumulerade arean 73,71 kvadratkilometer. Skansnäsån som avvattnar avrinningsområdet har biflödesordning 4, vilket innebär att vattnet flödar genom totalt 4 vattendrag innan det når havet efter 400 kilometer. Avrinningsområdet består mestadels av skog (70 procent). Avrinningsområdet har 3,76 kvadratkilometer vattenytor vilket ger det en sjöprocent på 15,6 procent.